# Antonina Armato
 (mai 2018).
Antonina Armato, née le  2 mai 1972 à Santa Monica en Californie,, est une auteure-compositrice, productrice de disques, productrice de musique et femme d'affaires américaine. Elle est la cofondatrice et membre de Rock Mafia (en), une équipe de production de disques et d'écriture de chansons. Antonina Armato est reconnue pour avoir écrit et produit pour des artistes à partir des années 1990. 
Elle a travaillé avec Justin Bieber, Zedd, Gwen Stefani, Demi Lovato, Vanessa Hudgens, Miley Cyrus, Selena Gomez, No Doubt, Wyclef Jean, Green Day, Sheena Easton, Mariah Carey, Ariana Grande, Flo Rida, Ellie Goulding, Tokio Hotel et BTS. Rock Mafia a vendu plus de 100 millions d'albums dans le monde et plus de 10 millions d'albums en 2007 seulement.

## Carrière professionnelle
L'un de ses premiers grands succès est I Still Believe, alors qu'Armato n'avait que 16 ans. Brenda K. Starr a atteint la treizième place au palmarès Hot 100 du Billboard après avoir fait l'objet d'un article sur son album éponyme. Le titre a été repris plus tard par Mariah Carey. Armato a eu l'idée d'écrire la chanson après une rupture avec son petit ami à l'époque.
Elle a également écrit des chansons avec les Jonas Brothers. Elle a écrit pour la chanteuse Vanessa Hudgens le tube radiophonique Come Back To Me et a également écrit et produit le top 5, Love You like a Love Song pour Selena Gomez et I'm on a Roll de Stefano Langone.  Elle a co-écrit et produit les titres See You Again et 7 Things de Miley Cyrus ainsi que son single Fly on the Wall et a co-écrit la chanson Potential Breakup Song avec le duo pop Aly & AJ, que Time et CNN ont nommé parmi l'une des meilleures chansons de 2007.
Elle a co-écrit Bet on It de High School Musical 2, et Right Here de l'album Meet Miley Cyrus.
Antonina Armato a travaillé avec Adam Lambert et la Beach Girl5 (BG5). Rock Mafia a écrit et produit le premier single de Miley Cyrus, Can't Be Tamed, qui s'est classé dans le top 10 sur Billboard et #1 sur iTunes. Elle a écrit et produit six titres supplémentaires sur l'album Breakout de Cyrus. Elle a produit le premier album Trouble de Bonnie McKee avec Rob Cavallo.
Elle a co-écrit et produit la chanson de platine Naturally de Kiss & Tell, le premier album de Selena Gomez & the Scene, ainsi que la chanson The Heart Wants What It Wants, qu'elle a co-écrite et produite en 2014. Plus récemment, Antonina Armato a co-écrit et produit les tubes Beautiful Now et True Colors de Zedd.

## Discographie

### Compositrice et productrice
- Another Dumb Blonde - Hoku (2000)
- All the Same - Sick Puppies (2007)
- Riptide - Sick Puppies (2009)
- My World - Sick Puppies (2007)
- There's No Going Back - Sick Puppies (2013)
- Gunfight - Sick Puppies (2013)
- Every Day of the Week - Jade (1994)
- Love Will Remember - Selena Gomez (2013)
- Body Heat - Selena Gomez (2015)
- Me & My Girls - Selena Gomez (2015)
- The Heart Wants What It Wants - Selena Gomez (2014)
- Naturally - Selena Gomez (2009)
- Tell Me Something I Don't Know - Selena Gomez (2008)
- Love You Like a Love Song - Selena Gomez (2011)
- Rise - Selena Gomez (2015)
- Revival - Selena Gomez (2015)
- See You Again - Miley Cyrus (2007)
- Who Owns My Heart - Miley Cyrus (2010)
- Fly on the Wall - Miley Cyrus (2008)
- Two More Lonely People - Miley Cyrus (2010)
- Bigger Than Us - Miley Cyrus (2011)
- True Colors - Zedd feat. Kesha (2015)
- Transmissions - Zedd (2015)
- Love Who Loves You Back - Tokio Hotel (2014)
- Run, Run, Run - Tokio Hotel (2014)
- Nowhere Fast - Eminem (2017)
- Friends - Aura Dione (2011)
- Like Whoa - Aly & AJ (2007)
- Like It or Leave It - Aly & AJ (2007)
- Shine - Aly & AJ (2005)
- Greatest Time of Year - Aly & AJ (2006)
- I'm on a Roll - Stefano Langone (2012)
- Talk to Me - Wild Orchid (1997)
- What Comes Naturally - Sheena Easton (1991)
- I Still Believe - Brenda K. Starr (1988)
- Me, Myself and Time - Demi Lovato (2010)
- Life Goes On - BTS (2020)